# 返德者

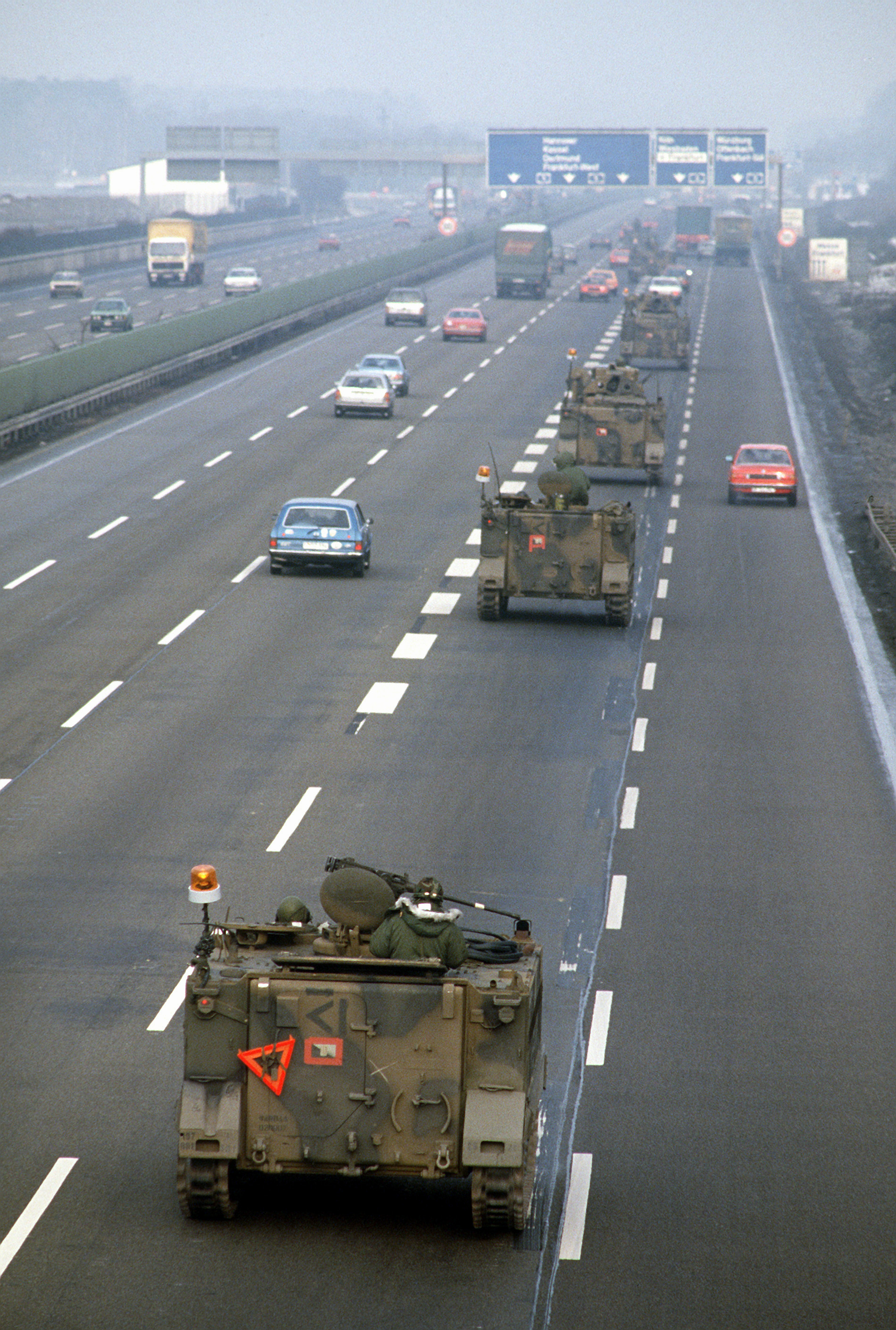
美军M113装甲运兵车车队在法兰克福附近的A5高速公路上行驶，1985年返德者演习

返德者（REFORGER），或译“返德陆军”，是“返德部队”（REturn of FORces to GERmany）的缩写，是美国陆军在冷战时期针对华约组织可能入侵西欧的一种增援策略。为了践行这种策略的可靠性，从1969年到1993年美国陆军亦举办一年一度的同名演习。一旦情况真正需要美国采用該策略，那投送返德陆军的行动也将称为“返德者行动”（Operation Reforger）。

## 历史
在1967年，逐步陷入越战的约翰逊政府决定在次年从欧洲撤走2个师。为了保证美国对西欧的政治经济影响力以及西欧的安全情况，美国决定采用名为“返德者”的新型增援策略。这一策略的要求是，一些驻守在美国本土的单位应当拥有2套完全相同的装备，一套位于美国这些单位的驻地，一套则位于西德的预部署设施储存点（POMCUS）中。一旦西德有事，在本土的美国陆军单位将会将自己的装备留给当地的国民警卫队，部队人员集结后乘飞机到西德接收装备即投入作战。为了在返德部队抵达前的真空期维持防御，一些返德者的师会有1个旅预部署（Preposition）在预定阵地附近。
这种增援形式的优点在于：
- 可以在减少美国驻欧陆军规模的情况下维持在西欧的军事影响力和防御力；
- 可以加快从美国大陆抵达欧洲的增援的速度，采用船运的第一波增援到达至少需要3周，而返德者仅需要1周就可以投放数个师（第1周3个重装师1个轻装师）；
- 可以大大减少冷战变热的前几周中红海军对盟军大西洋船运的干扰，苏军如果不能占领冰岛就完全不可能威胁到美国的空中航线。

然而，返德者增援方式也同样受制于机场和POMCUS这两个关键点，为此苏军则针锋相对地制定了使用中程导弹对西欧各个机场和POMCUS位置实施核打击的作战方案。由于POMCUS均是地点公开的三防超加强工事设施，所以攻击机场对华约组织而言效果更好。
在冷战结束、苏军驻德集群撤出、两德统一和苏联解体等一系列事件之后，返德陆军已经变得没有必要。西德各个POMCUS中的装备大多在1990-1991年间被送往沙特阿拉伯参与沙漠风暴行动，之后再也没有返回德国。到1993年POMCUS中的装备数量仅为应有数量的36%，同年举办了最后一次返德者演习，随后返德者便成为历史。然而，一直到今天，美国陆军在德国境内仍预部署着1个重装旅级战斗队的装备。

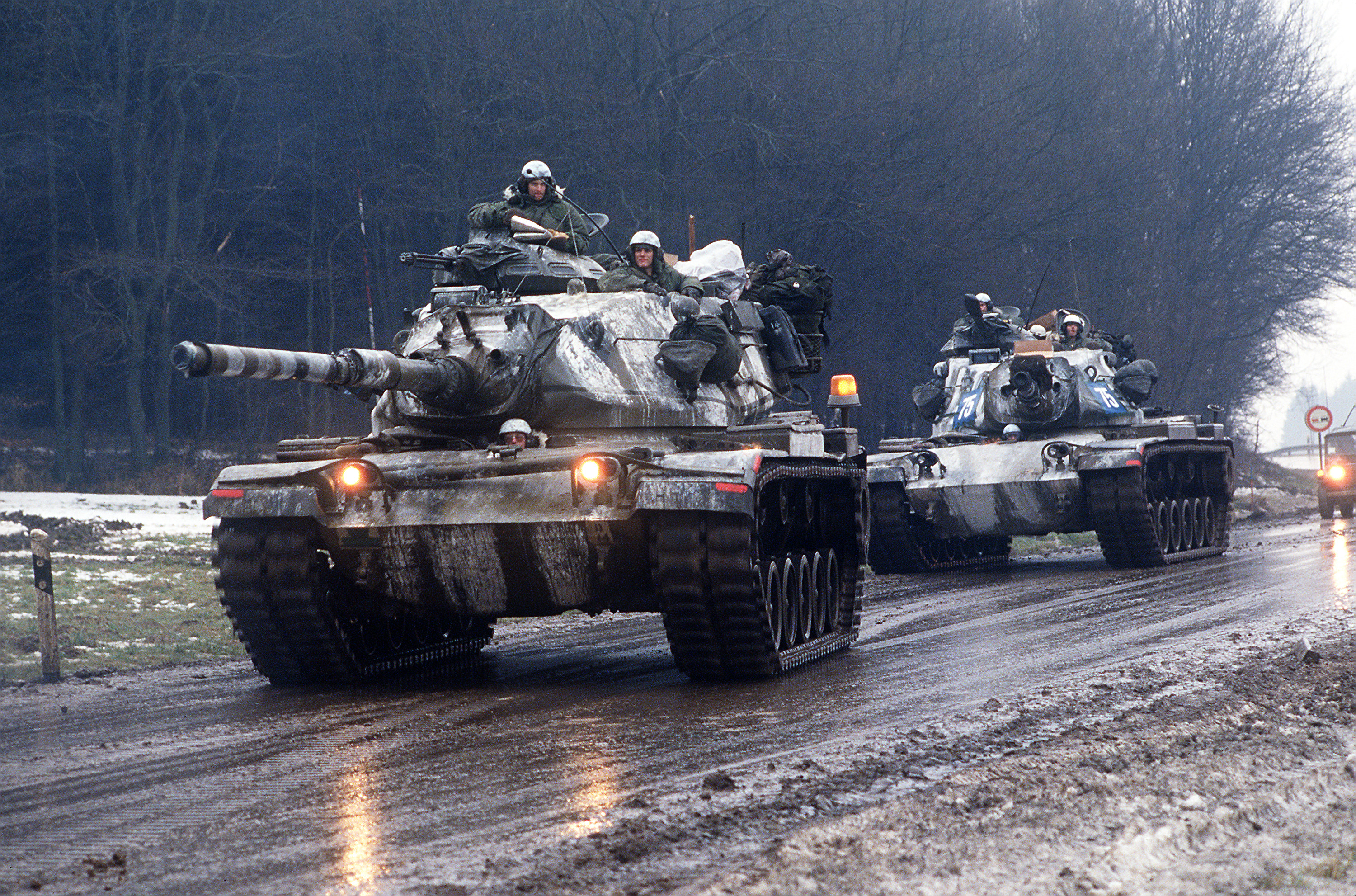
正參與85年REFORGER演習的M60巴頓
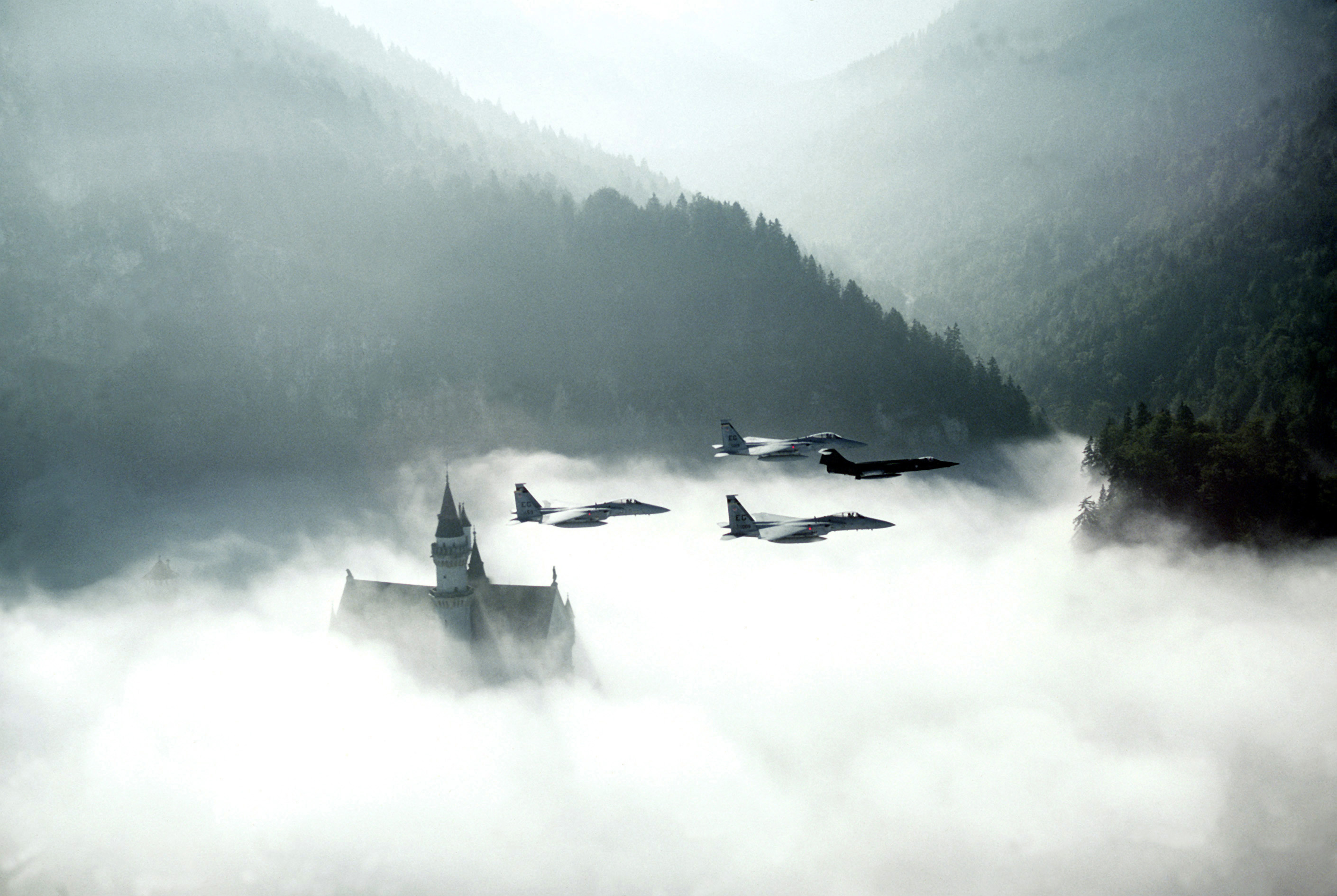
正參與82年演練的戰機群
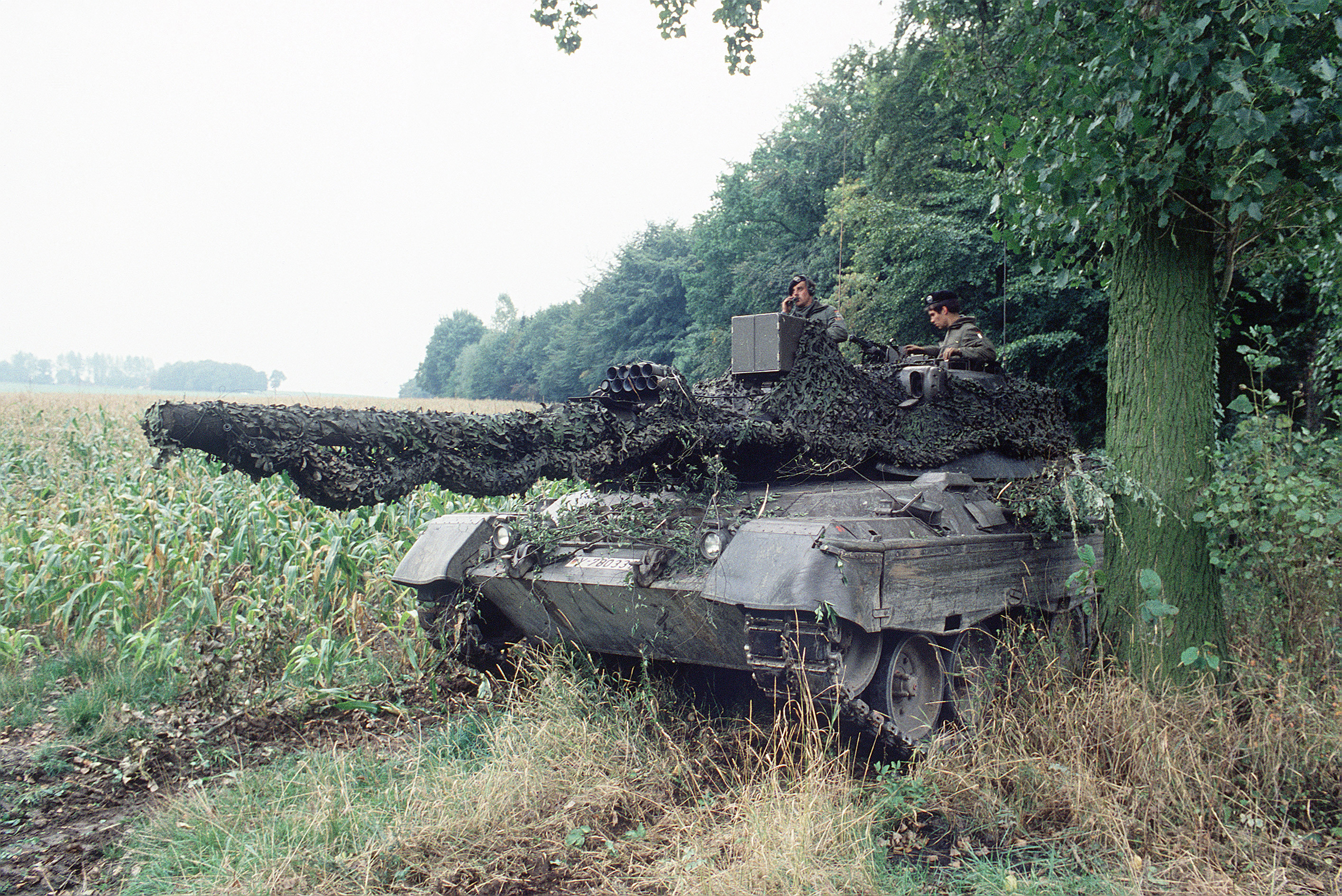
參與演練的德軍豹1型坦克
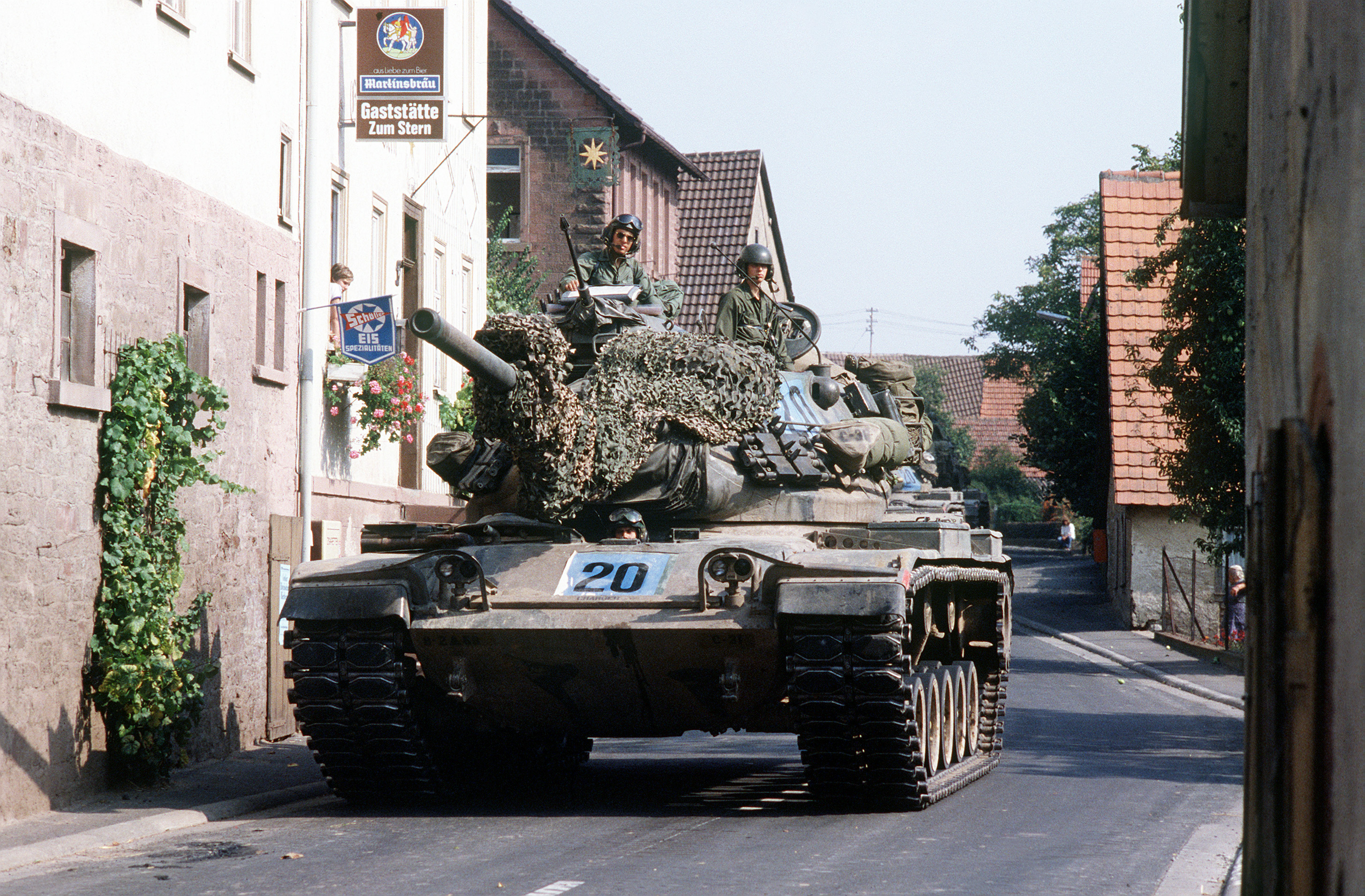
82演練中在西德小鎮中行走的M60巴頓

## 返德者单位
从60-80年代，返德者单位的数量一直在增加。截止到80年代后期，美国驻欧陆军仅有4个重装师，可返德者单位却有5个重装师，其中美国陆军第三军的主力3个师将投入到西德北部和低地国家增援北约北方集团军群，另外两个师则会加强给北约中央集团军群的美国陆军第五军和第七军。根据美国陆军的计算，一旦德国有事，仅第一周美国就可以在德国投放3个重装师和1个轻装师，随后则以每周1-2个重装师1个轻装师的速度继续投放持续两个月以上。到1989年，主要的返德者单位包括：
- 美国第三军指挥部 - 德克萨斯胡德堡：第1步兵师和第4步兵师在欧洲爆发战争后后分别加强给第七和第五军。
- 第1步兵师 （机械化） - 堪萨斯莱利堡：加强给第7军，在西德曼海姆有1处预部署设施储存点（POMCUS）
  - 第3旅 - 预部署到西德哥平根
- 第1骑兵师 - 德克萨斯胡德堡 - 在比利时有5处预部署设施储存点（POMCUS）
- 第2装甲师 - 德克萨斯胡德堡 - 在西德门兴格拉德巴赫有4处预部署设施储存点（POMCUS）
  - 第3旅 - 预部署到西德卡尔施泰特
- 第4機械化步兵师 - 科罗拉多卡尔森堡：加强第五军，在西德门凯撒斯劳滕有2处预部署设施储存点（POMCUS）
- 第5機械化步兵师 - 路易斯安那波克堡， - 在荷兰有6处预部署设施储存点（POMCUS）
- 第3装甲骑兵团 - 德克萨斯布利斯堡：在西德门兴格拉德巴赫有4处预部署设施储存点（POMCUS）
- 第212野战炮兵旅 - 俄克拉何马锡尔堡：在西德门兴格拉德巴赫有4处预部署设施储存点（POMCUS）
- 第194装甲旅 - 肯塔基诺克斯堡 - 返德单位，在西德皮尔马森斯有3处预部署设施储存点（POMCUS）
- 第197步兵旅 （机械化） - 佐治亚本宁堡 - 在西德皮尔马森斯有3处预部署设施储存点（POMCUS）[1]

## 返德者演习
从1969年到1993年，除1989年外每年都有举行返德者演习。其中，1975年的演习标志着美国海军陆战队在第一次世界大战以后首次踏上欧洲大陆。冷战结束后演习规模大大缩水，且越来越基于电脑推演。
| 演习名称                | 开始日期                     | 主要单位 |
| ----------------------- | ---------------------------- | --- |
| 返德者I                 | 1969年1月                    | （位于德国的）美国驻欧陆军单位：第2装甲骑兵团，纽伦堡。位于美国的单位：第24步兵师（机械化）。 |
| 返德者II                | 1970年10月                   | （位于德国的）美国驻欧陆军单位：第3步兵师（机械化），维尔茨堡。位于美国的单位：第1步兵师（机械化） |
| 返德者III               | 1971年10月                   | （位于德国的）美国驻欧陆军单位：第1装甲师 (安斯巴赫)。位于美国的单位：第1步兵师（机械化）。 |
| 返德者IV                | 1972年1月                    | （位于德国的单位）：557武器维护连，伊达尔-奥伯施泰因。位于美国的单位：第2装甲师。 |
| 返德者V                 | 1973年9月                    | （位于德国的）美国驻欧陆军单位：第3步兵师（机械化），维尔茨堡；位于美国的单位：第1步兵师（机械化），第1骑兵师。 |
| 返德者74                | 1974年9月                    | （位于德国的）美国驻欧陆军单位：第2装甲骑兵团，纽伦堡；第1装甲师，安斯巴赫。位于美国的单位：第1步兵师（机械化），第1骑兵师，第8步兵师（机械化），巴特克罗伊茨纳赫。 |
| 返德者75                | 1975年9月                    | （位于德国的）美国驻欧陆军单位：第3步兵师（机械化）,维尔茨堡；第2装甲骑兵团，纽伦堡；第3装甲师，美因河畔法兰克福。位于美国的单位：第1步兵师（机械化），第1骑兵师，第2海军陆战师第32陆战两栖部队 |
| 返德者76                | 1976年9月                    | （位于德国的）美国驻欧陆军单位：第1装甲师，安斯巴赫；第2装甲骑兵团，纽伦堡。位于美国的单位：第101空降师，第1步兵师（机械化） |
| 返德者77                | 1977年9月                    | （位于德国的）美国驻欧陆军单位：第3步兵师（机械化）， 维尔茨堡；第2装甲骑兵团，纽伦堡；位于美国的单位：第1步兵师（机械化），第4步兵师（机械化），第1骑兵师，第3装甲骑兵团。 |
| 返德者78                | 1978年9月                    | （位于德国的）美国驻欧陆军单位：第8步兵师（机械化），巴特克罗伊茨纳赫；第2装甲骑兵团，纽伦堡。位于美国的单位：第4步兵师（机械化）；第5步兵师（机械化）；第9步兵师（机械化）；第1骑兵师；第3装甲骑兵团。 |
| 返德者79                | 1979年1月                    | （位于德国的）美国驻欧陆军单位：第2装甲骑兵团，纽伦堡；第1装甲师，安斯巴赫。位于美国的单位：第1步兵师（机械化）；第1骑兵师。 |
| 返德者80                | 1980年9月                    | （位于德国的）美国驻欧陆军单位：第3步兵师（机械化）， 维尔茨堡；第2装甲骑兵团，纽伦堡；第1装甲师，安斯巴赫。位于美国的单位：第1骑兵师。 |
| 返德者81                | 1981年9月                    | （位于德国的）美国驻欧陆军单位：第8步兵师（机械化），巴特克罗伊茨纳赫；第11装甲骑兵团，富尔达；第3装甲师，美因河畔法兰克福；位于美国的单位：第4步兵师（机械化），第1骑兵师。 |
| 返德者82                | 1982年9月                    | （位于德国的）美国驻欧陆军单位：第3步兵师（机械化），维尔茨堡；第8步兵师（机械化），巴特克罗伊茨纳赫；第1装甲师，安斯巴赫。位于美国的单位：第1步兵师（机械化），第1骑兵师。 |
| 返德者83                | 1983年9月                    | （位于德国的）美国驻欧陆军单位：第8步兵师（机械化），巴特克罗伊茨纳赫；第11装甲骑兵团，富尔达；第3装甲师，美因河畔法兰克福；位于美国的单位：第1骑兵师。融合进了因差点挑起核战争而恶名昭彰的神射手83演习里。 |
| 返德者84                | 1984年9月                    | （位于德国的）美国驻欧陆军单位：第1步兵师 (预部署)，哥平根；第3步兵师（机械化），维尔茨堡；第11装甲骑兵团，富尔达。位于美国的单位：第1步兵师（机械化）；第5步兵师；第24步兵师；第30装甲旅(田纳西国民警卫队)；第7步兵师 (轻装)第3旅。 |
| 返德者85                | 1985年1月                    | （位于德国的）美国驻欧陆军单位：第8步兵师（机械化），巴特克罗伊茨纳赫；第11装甲骑兵团，富尔达；第3装甲师，美因河畔法兰克福。位于美国的单位：第4步兵师（机械化），第5步兵师（机械化），第197步兵旅。 |
| 返德者86                | 1986年1月                    | （位于德国的）美国驻欧陆军单位：第11装甲骑兵团：富尔达；第1装甲师：安斯巴赫。位于美国的单位：第1步兵师（机械化），第24步兵师（机械化）；第30装甲旅(田纳西国民警卫队)；第7步兵师 (轻装)第3旅；第32步兵旅 (衣阿华州国民警卫队) |
| 返德者87                | 1987年9月                    | （位于德国的）美国驻欧陆军单位：第2装甲师 （预部署）：卡尔施泰特。位于美国的单位：第三军和第三军炮兵：胡德堡；第1骑兵师：胡德堡；第4步兵师（机械化）：卡尔森堡；第6骑兵旅（战斗航空）：胡德堡；第45步兵旅第279步兵团1营 （俄克拉荷马州国民警卫队）；第13支援维护指挥部：胡德堡；第504军事情报/战场监测旅：胡德堡；第3通讯旅：胡德堡；第89宪兵旅：胡德堡；第33宪兵营第233宪兵连（伊利诺伊州国民警卫队）；第420工兵旅（美国陆军预备役）；第165宪兵营第723宪兵连（宾夕法尼亚州国民警卫队）。 |
| 返德者88 - "确切挑战"   | 1988年9月                    | （位于德国的）美国驻欧陆军单位：第3步兵师（机械化）， 维尔茨堡；第8步兵师（机械化），巴特克罗伊茨纳赫；第2装甲骑兵团，纽伦堡；第11装甲骑兵团，富尔达；第3装甲师，美因河畔法兰克福；柏林旅，柏林。位于美国的单位：第1步兵师（机械化）；第3装甲骑兵团；；第197步兵旅；第45步兵旅第179步兵团1营（俄克拉荷马州国民警卫队）。 |
| 返德者90 - "百夫长盾牌" | 1990年1月11日到1990年1月28日 | （位于德国的）美国驻欧陆军单位：第8步兵师（机械化），巴特克罗伊茨纳赫；第2装甲骑兵团，纽伦堡；第11装甲骑兵团，富尔达；第1装甲师，安斯巴赫；第3装甲师，美因河畔法兰克福。位于美国的单位：第1步兵师（机械化），第2装甲师，第10山地师(缺)；第31装甲旅（阿拉巴马州国民警卫队）。 |
| 返德者91                | 1991年9月                    | 位于美国的单位：第4步兵师。 |
| 返德者92 - "确切商队"   | 1992年9月                    | 位于美国的单位：第1步兵师（机械化）指挥部，第2旅部分单位； 第24步兵师（机械化）指挥部；第30装甲旅 (田纳西国民警卫队)；第7步兵师（轻装）指挥部和第3旅。 |
| 返德者93                | 1993年5月                    | （位于德国的）美国驻欧陆军单位：第1装甲师，安斯巴赫；第3步兵师（机械化） 维尔茨堡。 |

## 其他
在冷战时期，除了德国以外，挪威也是美国陆军重点关注的对象。为了防止苏联夺取挪威以威胁大西洋航线，第十八空降军、第7輕裝步兵师、第9摩托化步兵师、第2海军陆战师等单位也有面向挪威、丹麦的快速支援任务。为此美国在挪威也库存了一些装备。
虽然在冷战结束之后美军基本撤销了装备预储存库，但直到目前，美国陆军还在其他一些地区采用类似与返德者的装备预部署方式提前将重型装备部署到热点地区。这包括：
- 在韩国预部署了第1骑兵师一个重装旅级战斗队的装备。
- 在德国预部署了一个重装旅级战斗队的装备。
- 在印度洋预部署了一个重装旅级战斗队的装备。